# Ursula Schlosser
Ursula Schlosser (geborene Rönsch; * 7. Mai 1922 in Dresden) ist eine ehemalige deutsche Verkäuferin. Sie war von 1958 bis 1990 Abgeordnete der Volkskammer der DDR.

## Leben
Ursula Schlosser, Tochter eines Arbeiters, besuchte die Volksschule und die kaufmännische Fachschule in Dresden. Von 1937 bis 1939 absolvierte sie eine Lehre als Lebensmittelverkäuferin in der Dresdner Lebensmittel GmbH und arbeitete von 1940 bis 1947 als Verkäuferin und Verkaufsstellenleiterin in Dresden.
Sie wurde 1945 Mitglied des Freien Deutschen Gewerkschaftsbundes (FDGB) und 1946 der Kommunistischen Partei Deutschlands (KPD) bzw. der Sozialistischen Einheitspartei Deutschlands (SED). Von 1948 bis 1957 war sie Hausfrau. Im Jahr 1948 trat sie in den Demokratischen Frauenbund Deutschlands (DFD), 1950 in die Freie Deutsche Jugend (FDJ) und in die Gesellschaft für Deutsch-Sowjetische Freundschaft (DSF) ein. Von 1953 bis 1977 war sie Mitglied des DFD-Ortsgruppenvorstandes Fredersdorf und von 1961 bis 1965 Gemeindevertreterin in Fredersdorf.
Von 1957 bis 1981 arbeitete sie als Verkaufsstellenleiterin der Konsumgenossenschaft in Altlandsberg und in Dahlwitz-Hoppegarten. Sie legte 1962 ihre Meisterprüfung als Verkaufsstellenleiterin ab und führte schließlich als Lehrmeisterin eine Lehrverkaufsstelle in Altlandsberg. Sie war gleichzeitig bis 1970 Mitglied bzw. Sekretärin der SED-Grundorganisation der Konsumgenossenschaft, dann Mitglied der zentralen Parteileitung der Konsumgenossenschaft Strausberg.
Im November 1958 wurde sie erstmals in die Volkskammer gewählt und gehörte bis 1963 als Mitglied der Fraktion der VdgB/Genossenschaften dem Haushalts- und Finanzausschuss an. Da die Genossenschaften ab 1963 keine eigenen Mandate mehr in der Volkskammer erhielten, war sie ab 1963 Mitglied der DFD-Fraktion und übte von 1963 bis 1967 die Funktion der zweiten stellvertretenden Vorsitzenden des Ausschusses für Handel und Versorgung aus. Von 1967 bis 1990 war sie einfaches Mitglied des Ausschusses für Handel und Versorgung.
Ursula Schlosser wurde 1968 Mitglied des Genossenschaftsrates der Konsumgenossenschaft des Bezirkes Frankfurt (Oder). Von 1983 bis 1986 leitete sie das Büro des Vorstandsvorsitzenden der Konsumgenossenschaft des Kreises Strausberg. Im Jahr 1987 schied sie aus dem Berufsleben aus.
Ursula Schlosser war mit Heinz Schlosser verheiratet und ist Mutter von drei Kindern.

## Auszeichnungen
- Verdienstmedaille der DDR
- Orden „Banner der Arbeit“ Stufe III
- 1982 Clara-Zetkin-Medaille